# Książę Kingston-upon-Hull
Książę Kingston-upon-Hull (en. Duke of Kingston-upon-Hull) – brytyjski tytuł parowski kreowany w parostwie Wielkiej Brytanii.
Każdy książę Kingston-upon-Hull posiadał dodatkowo tytuły markiza Dorchester (kreowany w 1708 r. w parostwie Wielkiej Brytanii), hrabiego Kingston-upon-Hull (kreowany w 1628 r. w parostwie Anglii), wicehrabiego Newark (kreowanego w 1627 r. w parostwie Anglii) i barona Pierrepont (kreowanego w 1627 r. w parostwie Anglii).
Tytuł książęcy i tytuły dodatkowe wygasły w 1773 r.
Hrabiowie Kingston-upon-Hull 1. kreacji (parostwo Anglii)
- 1628–1643: Robert Pierrepont, 1. hrabia Kingston-upon-Hull
- 1643–1680: Henry Pierrepont, 1. markiz Dorchester i 2. hrabia Kingston-upon-Hull
- 1680–1682: Robert Pierrepont, 3. hrabia Kingston-upon-Hull
- 1682–1690: William Pierrepont, 4. hrabia Kingston-upon-Hull
- 1690–1726: Evelyn Pierrepont, 5. hrabia Kingston-upon-Hull

Książęta Kingston-upon-Hull 1. kreacji (parostwo Wielkiej Brytanii)
- 1715–1726: Evelyn Pierrepont, 1. książę Kingston-upon-Hull
- 1726–1773: Evelyn Pierrepont, 2. książę Kingston-upon-Hull